# Silthiofam
Silthiofam ist eine chemische Verbindung aus der Gruppe der Thiophencarbonsäureamide.

## Gewinnung und Darstellung
Silthiofam kann ausgehend von 3-Chlorbutan-2-on und Methyl-3-methoxyacrylat gewonnen werden.

## Verwendung
Silthiofam ist ein von Monsanto entwickeltes und 1999 auf den Markt gebrachtes Fungizid. Der Wirkstoff wirkt durch Hemmung der ATP-Produktion in den Mitochondrien. Er verhindert die Ausschleusung des ATPs durch die undurchlässige innere Mitochondrienmembran durch Translokasen.
Silthiofam wird in Beizmitteln gegen Schwarzbeinigkeit eingesetzt, die durch den Pilz Gaeumannomyces graminis hervorgerufen wird. Silthiofam wirkt protektiv und lang anhaltend.

## Zulassung
In der Schweiz und Österreich gibt es keine Zulassung, in Deutschland dagegen ist ein Pflanzenschutzmittel mit Silthiofam als Wirkstoff zugelassen (Handelsname Latitude).